# الضباط الأحرار (اليمن)
تنظيم الضباط الأحرار تنظيم أُنْشِئ في ديسمبر 1961م، وكان التنظيم من أهم القوى السياسية في الساحة السياسية اليمنية قبل وخلال ثورة 26 سبتمبر بزعامة علي عبد المغني وكان ضباط الحركة هم أهم قادة ثورة 26 سبتمبر في 1962م وكان بعضهم شارك في ثورة الدستور عام 1948م.

## أعضاء تنظيم الضباط الأحرار
في بداية ديسمبر 1961 عقد اجتماع، وتشكلت فيه القاعدة التأسيسية للتنظيم الضباط الأحرار في صنعاء وتعز، ثم توسعت القاعدة التأسيسية على مدى 10 أشهر وتشكلت في الحديدة وتعز.
وفيما يلي أسماء أعضاء القاعدة التأسيسية لتنظيم الضباط الأحرار في صنعاء وتعز والحديدة:

### صنعاء
ملازم أول محمد الحمزي
ملازم أول حسين الغفاري
ملازم ثاني صالح الأشول
ملازم ثاني احمد الرحومي
ملازم ثاني ناجي علي الأشول
ملازم ثاني صالح العريض
ملازم ثاني حسين شرف الكبسي
ملازم ثاني يحيى جحاف
ملازم ثاني عبد الله المؤيد
ملازم ثاني محمد حميد
ملازم ثاني محمد مرغم
ملازم ثاني عبد الوهاب الشامي
ملازم ثاني علي الجايفي
ملازم ثاني حمود محمد بيدر
ملازم ثاني علي محمد الشامي
نقيب حسين السكري
الرئيس نقيب عبد اللطيف ضيف الله
نقيب عبد الله الجايفي

### القاعدة التأسيسية في تعز
ملازم ثاني محمد مطهر زيد
ملازم ثاني سعد علي الأشول
ملازم ثاني احمد بن احمد الكبسي
ملازم ثاني يحيى الفقيه
ملازم ثاني علي الضبعي
ملازم ثاني محمد حاتم الخاوي
ملازم أول عبد الله عبد السلام صبره

### القاعدة التأسيسية فرع الحديدة
ملازم ثاني عباس المضواحي
ملازم ثاني حميد عزان
ملازم ثاني محمد الطش
ملازم ثاني عتيق الحدا
المرجع: كتاب (اسرار ووثائق الثورة اليمنية)